# Scalenostoma
Scalenostoma is een geslacht van weekdieren uit de klasse van de Gastropoda (slakken).

## Soorten
- Scalenostoma babylonia (Bartsch, 1912)
- Scalenostoma carinatum Deshayes, 1863
- Scalenostoma lodderae (Petterd, 1884)
- Scalenostoma perrierae Barros, Padovan & Santos, 2001
- Scalenostoma subulatum (Broderip, 1832)